# オベリアクラゲ
オベリアクラゲ(学名：Obelia)は、ヒドロ虫綱有鞘類ウミサカヅキガヤ科の1属である。単に「オベリア」とも呼ばれる。
他のヒドロ虫と同じようにクラゲ型とポリプ型の両段階を持つ。日本近海に数種のポリプ型があるが、クラゲ型のみでは種の判別が殆どできない。

## 形態
傘は扁平な円盤状で直径は1-4mm。
触手は短く、12-120本で長短交互に並ぶ。
放射管は4本でその外方に各1個の黄色の生殖腺を持つ。

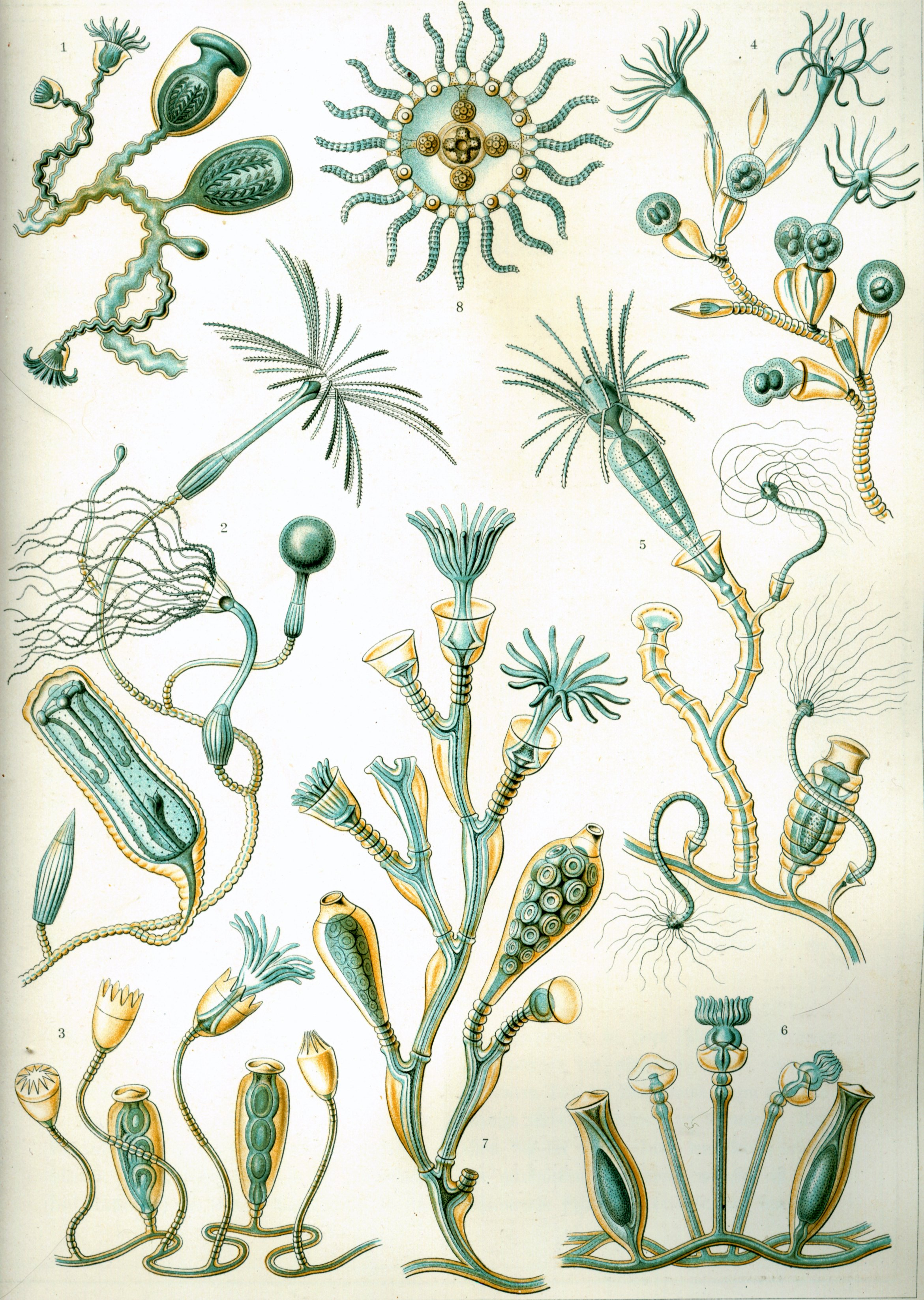
有鞘類。
Obelia lucifera Forbes, 1848（8番）

口柄は短く、胃腔は四角形、口は十字形。